# Sol (azienda)
SOL S.p.A.  è una azienda italiana fondata nel 1927 a Monza e capofila del Gruppo Sol, la multinazionale che opera nel settore della produzione, ricerca e distribuzione di gas industriali e per uso medico allo stato liquido e gassoso, nel settore dell'assistenza domiciliare, nelle biotecnologie e nella produzione di energia idroelettrica rinnovabile.
È quotata alla Borsa Italiana dove è presente nell'índice FTSE Italia Mid Cap.

## Storia

### Gli inizi
La società è fondata nel 1927 da alcune famiglie monzesi, Annoni e Fumagalli, per produrre e vendere ai cantieri navali di Livorno ed Ancona gas per saldatura (ossigeno ed acetilene). Alla fine degli anni trenta Giovanni Annoni e Aldo Fumagalli restano gli unici proprietari.
Nel secondo dopoguerra, con l'ingresso in azienda degli esponenti della seconda generazione (Alessandro e Renzo Annoni, Giulio e Ugo Fumagalli Romario), la società comincia a svilupparsi con i primi impianti "on site", ubicati vicino ai grandi clienti di base che sono le acciaierie e le vetrerie. Negli anni sessanta la SOL costruisce a Piombino un nuovo impianto per la produzione dell'ossigeno, collegato da un gasdotto, per soddisfare le crescenti richieste delle acciaierie locali. Quando poi le acciaierie saranno prima commissariate e poi chiuse, il contraccolpo sul Gruppo Sol sarà pesante.
A partire dagli anni settanta la società continua la sua espansione con la costruzione di impianti di frazionamento e liquefazione che permettono la distribuzione dei gas sotto forma liquida anche a clienti distanti centinaia di chilometri dai suoi centri di produzione.

### Nasce Vivisol
Nel 1984 comincia ad espandersi in Europa con i primi stabilimenti, nel 1986 nasce Vivisol che offre inizialmente servizi di ossigenoterapia domiciliare per poi ampliare l'offerta, sempre nell'area respiratoria, alla ventilazione meccanica, alla cura delle apnee durante il sonno, alla nutrizione artificiale, all'assistenza sanitaria. Un'iniziativa che porterà Vivisol ad aprire dal 1991 varie filiali in Europa: negli anni Duemila avrà una sessantina di centri territoriali in grado di assistere 280.000 pazienti al giorno in Europa.
Nel 1998, con l'arrivo in azienda degli esponenti della terza generazione (Marco Annoni e Aldo Fumagalli Romario), la società è quotata alla Borsa di Milano con un Ipo che, limitata inizialmente al 25% del capitale, raccoglie l'equivalente di 74 milioni di euro destinati ad azzerare i debiti finanziari e a sostenere i piani di crescita. Nel 2002 il Gruppo Sol entra nel settore della produzione di energia idroelettrica rinnovabile aprendo centrali prima in Slovenia, poi in Albania e in Macedonia. Nel 2010 entra nel settore delle biotecnologie con Biotech (si occupa del prelievo e della conservazione a scopi terapeutici delle cellule staminali contenute nel sangue del cordone ombelicale), nel 2012 rileva Diatheva, una società di Fano controllata dall'Università di Urbino e fondata nel 2002 dal prof. Mauro Magnani, specializzata nello sviluppo di biofarmaci per conto terzi e nella diagnostica molecolare. Stringe poi un accordo con la veronese Personal Genomics, nata nel 2011 come spin off dell'Università di Verona, per le cure personalizzate.
Nel 2015 il Gruppo Sol continua ad espandersi all'estero rilevando una società che produce gas in Marocco, a Casablanca.

## Dati economici
Nel 2017 il Gruppo Sol ha registrato un fatturato consolidato di 756,8 milioni di euro (+7,6% rispetto al 2016). L'Ebitda è di 167,2 milioni (pari al 22,1% delle vendite), l'Ebit di 76,2 milioni (il 10,1% delle vendite ma in calo di 4,5 milioni nei confronti del 2016), l'utile di 40,2 milioni rispetto ai 44,1 milioni del 2016. Nel 2019 il gruppo ha registrato un fatturato di 904,3 milioni (+8,5%), EBIT di 88,7 milioni (il 9,8% del fatturato), utile netto di 49,3 milioni.

## Azionariato
La società è quotata alla Borsa Italiana dal luglio 1998.
La Gas and Technologies World B.V. (a sua volta controllata da Stichting Airvision), detiene il 59,978% del capitale sociale.
Al 2010 il flottante è pari a circa il 30% del capitale.

## Partecipazioni
La SOL S.p.A. è la capogruppo di 49 società operanti su due aree principali che riguardano la produzione e distribuzione di gas tecnici per l'industria e l'assistenza medicale a domicilio. Opera in 23 paesi europei, in Turchia, Marocco, India, Brasile.